# Michael Dorman
Pour les articles homonymes, voir Dorman.
Michael Dorman est un acteur néo-zélandais, né le 26 avril 1981 à Auckland en Nouvelle-Zélande.

## Biographie
Michael Dorman est né le 26 avril 1981 à Auckland en Nouvelle-Zélande.

### Vie privée
Il est marié à Tessa Richardson Dorman depuis 2011.

## Carrière
Il commence sa carrière en 2001 dans le film Spudmonkey et rencontre le succès grâce à son interprétation de Christian dans la série australienne Nos vies secrètes en 2002, jusqu'en 2005. Ce qui lui a valu une nomination au Logie Award du jeune acteur le plus populaire.
À la télévision, en 2005, il joue dans Small Claims au côté de Claudia Karvan, puis, il joue dans le film de Stewart Main 50 Façons de dire fabuleux. En août de cette même année, il a été élu l'une des « Jeunes Stars australiennes de demain » dans Screen International.
En 2006, il a tourné dans le téléfilm The Silence au côté de Richard Roxburgh, le téléfilm a d'ailleurs été nommé à L'AFI. La même année, il incarne Rusty dans Le Feu sous la peau.
En 2008 il joue dans Acolytes de Jon Hewitt, avec Joel Edgerton et Bella Heathcote. La même année il obtient un petit rôle dans The Weight of Sunken Treasure. L'année suivante, il tourne dans Triangle au côté de Melissa George Daybreakers avec Ethan Hawke, Sam Neill, et Isabel Lucas.
En 2011, il est présent dans les films Sleeping Beauty, Killer Elite et Cradlewood , ainsi que les séries Sea Patrol, Rescue Special Ops et Wild Boys.
En 2014, il tourne sous la direction de Russell Crowe dans La Promesse d'une vie. L'année suivante, il obtient un rôle dans la série American Patriot, jusqu'en 2018.
En 2019, il est présent au casting de la série américaine For All Mankind avec Joel Kinnaman, Wrenn Schmidt, Shantel VanSanten.
En 2020, il joue dans les films Hard Luck Love Song avec Sophia Bush et Invisible Man de Leigh Whannell. L'année suivante, il incarne le garde forestier Joe Pickett dans la série du même nom.
En 2023, nous apprenons lors de la Dernière Bande-Annonce de la Série Live Action One Piece (Inspiré du Manga du même nom), qui a été diffusé à l'occasion de la Seconde Partie du One Piece Day (Du 21 au 22 Juillet), que Michael Dorman incarnera Gol D. Roger, le Roi des Pirates.

## Filmographie

### Cinéma

#### Longs métrages
- 2001 : Spudmonkey de Stuart McBratney : Trent
- 2005 : 50 Façons de dire fabuleux (50 Ways of Saying Fabulous) de Stewart Main : Jamie
- 2006 : Le Feu sous la peau (Suburban Mayhem) de Paul Goldman : Rusty
- 2007 : West de Daniel Krige : Mick
- 2008 : Acolytes de Jon Hewitt : Gary Parker
- 2009 : Triangle de Christopher Smith : Greg
- 2009 : Daybreakers de Michael et Peter Spierig : Frankie Dalton
- 2009 : Prime Mover de David Caesar : Thomas
- 2010 : Needle de John V. Soto : Ben Rutherford
- 2011 : Sleeping Beauty de Julia Leigh : Cook
- 2011 : Killer Elite de Gary McKendry : Jake
- 2011 : Cradlewood d'Harry Weinmann : Walter
- 2014 : La promesse d'une vie (The Water Diviner) de Russell Crowe : Greeves
- 2016 : Goldstone d'Ivan Sen : Patch
- 2017 : Pirates des Caraïbes : La vengeance de Salazar (Pirates of the Caribbean : Dead Men Tell No Tales) de Joachim Rønning et Espen Sandberg : Officier Wade
- 2020 : Invisible Man (The Invisible Man) de Leigh Whannell : Tom Griffin
- 2020 : Hard Luck Love Song de Justin Corsbie : Jesse

#### Courts métrages
- 2002 : Stuffer Bunny de Matt Bird : Chris
- 2005 : Rob God de Tim Hickson et Micah Osis : Jeff
- 2007 : Walnut d'Amy Gebhardt : Isaac
- 2007 : Katoomba de Leon Ford : Aaron
- 2008 : The Weight of Sunken Treasure de Luke Mayze : Michael Dooley jeune
- 2009 : Change Given d'Ariel Martin : Jon
- 2011 : The Premonition de Jason Mavraidis : Nate
- 2011 : Post Apocalyptic Man de Nathan Phillips : Hunter
- 2011 : How to Make a Monster de Jacob Livermore : Jesse
- 2014 : Breath de Ben Dickinson : Michael
- 2016 : Lifeline d'Armando Bo : Jonas
- 2017 : 6ate7 de Maggie Kiley : Tim

### Télévision

#### Séries télévisées
- 2002  - 2005 : Nos vies secrètes (The Secret Life of Us) : Christian Hayden
- 2011 : Sea Patrol : Travis
- 2011 : Rescue Special Ops : Will Pike
- 2011 : Wild Boys : Dan Sinclair
- 2012 : Underbelly : Paul Leask
- 2013 : Reef Doctors : Scottie
- 2013 : The Time of Our Lives : Joel
- 2013 : Serangoon Road : Conrad Harrison
- 2013 - 2015 : Wonderland : Tom Wilcox
- 2015 - 2018 : Patriot : John Tavner
- 2019 - 2021 : For All Mankind : Gordo Stevens
- 2021 : Joe Pickett : Joe Pickett
- 2023 : One Piece (TV) : Gol D. Roger

#### Téléfilms
- 2005 : Small Claims :  White Wedding de Cherie Nowlan : Sean
- 2006 : The Silence de Cate Shortland : Eddison
- 2011 : Blood Brothers de Peter Andrikidis : Jeffrey Gilham